# Sparadra
 (novembre 2013).
Si vous disposez d'ouvrages ou d'articles de référence ou si vous connaissez des sites web de qualité traitant du thème abordé ici, merci de compléter l'article en donnant les références utiles à sa vérifiabilité et en les liant à la section « Notes et références ».
Sparadra est une émission de télévision française pour la jeunesse animée par Éric Galliano et diffusée du 9 septembre 1992 au 16 décembre 1992 sur France 2. Elle est remplacée par Noël en fête pendant les vacances de fin d'année puis par France deux jeunesse du 6 janvier au 10 mars 1993.

## Histoire
Au début, l'émission réalisait de bonnes audiences, passant les 20% attendues par France 2. Mais très vite, l'audience descendit en chute libre pour atteindre 10% au début 1993. C'est pour cela que l'émission s'arrêta à cause des mauvaises audiences enregistrées depuis sa création. 
Elle est remplacée dès le 17 mars 1993 par Télévisator 2, qui arrivera mieux à concurrencer l'émission de TF1, avec des pointes d'audiences.

## Présentation
- Éric Galliano : Éric
- Franck Lapersonne : Ono
- Emmanuelle Pailly : Lulu

## Séries

### Séries d'animation
- Beetlejuice
- Capitaine Planète
- Les Schtroumpfs
- Manu
- Méga vidéo
- Tiny Toons

### Sérieslive
- La Baie des fugitifs